# Ökenrävarna
Ökenrävarna (Crock i original), amerikansk tecknad humorserie om den franska främlingslegionen skapad av Brant Parker och Bill Rechin.
Serien är en travesti på Beau Geste, som är en roman som utspelar sig i främlingslegionen, skriven av P.C. Wren, som också filmatiserats flera gånger.